# Ferdinand von Andrian-Werburg

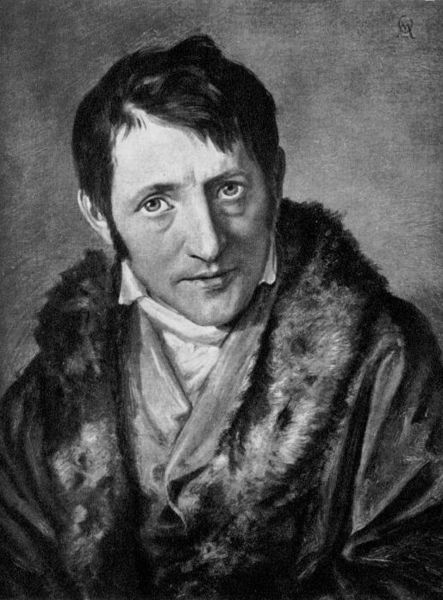
Ferdinand von Andrian-Werburg, Gemälde von Ludwig Börne (1786–1837)

Ferdinand Freiherr von Andrian-Werburg (* 16. Juli 1776 in Görz; † 12. Mai 1851 in Ansbach) war bayerischer Generalkommissär (Regierungspräsident) und maßgeblich am Auf- und Ausbau des Erdgeschichtlichen Museums in Bayreuth beteiligt. Er war der Großvater von Ferdinand Leopold von Andrian-Werburg (1835–1914), Geologe, Anthropologe, Ministerialrat, der Gründer der Anthropologischen Gesellschaft in Wien.

## Biografie
Andrian-Werburg war der jüngste Sohn eines kurpfalz-bayerischen Obersten und schlug zunächst eine militärische Laufbahn ein, quittierte aber als 20-Jähriger den Dienst in einem Grenadier-Leibregiment, um Rechtswissenschaften an der Universität Ingolstadt zu studieren. Nach erfolgreichem Studium wurde er zunächst Landrichter, dann Polizeidirektor und schließlich Generalkommissär (Regierungspräsident). Er war für kurze Zeit Generalkommissar  des Rheinkreises, der späteren bayerischen Pfalz. In dieser Funktion versuchte er vergebens, das Zustandekommen des Hambacher Festes am 27. Mai 1832 durch Verbot und Verhängung des Belagerungszustandes über die halbe Rheinpfalz zu verhindern.
Im selben Jahr wurde er in Bayreuth Generalkommissär des Obermainkreises, nach fünf Jahren 1837 in Würzburg Generalkommissär (ab 1838 Regierungspräsident) von Unterfranken und im selben Jahr auch noch von Oberfranken (wieder in Bayreuth). 1840 wurde er in Ansbach Regierungspräsident von Mittelfranken, bevor er 1848 in den Ruhestand trat.
Seit 1838 trug er das Komturkreuz des Ordens vom Heiligen Michael.

## Familie
Im Alter von 26 Jahren heiratete er am 7. März 1802 in Wiesensteig die 22-jährige Anna Henriette Karolina Edle von Grauvogl (1780–1815); Kinder:
1. Alois Ferdinand (1802–1803)
2. Maximilian Ferdinand Adolf (1804–1887)
3. Clementine Sabina Antonia (1806–1858)
4. Eduard Adolf Joseph (1807–1860), Hauptmann, königlich bayerischer Kammerherr, Landrat, Herr auf Vornbach am Inn etc. Er heiratete am 8. Juli 1833 in Bamberg Anna Maria Magdalena von Bachmayr (1812–1882), deren Familie nach Säkularisation zeitweise Kloster Vornbach erworben hatte.
4.1. Klementine Wilhelmine Magdalene Charlotte
4.2. Ferdinand Leopold (1835–1914), Geologe, Anthropologe, Ministerialrat, Gründer der Anthropologischen Gesellschaft in Wien
4.2.1. Leopold Andrian, eigentlich Leopold Freiherr von Andrian-Werburg (1875–1951), Erzähler, impressionistischer Lyriker, Literaturhistoriker, Diplomat, 1918 Generalintendant der Wiener Hoftheater
4.3. Amalie Wilhelmine Natalie
4.4. Wilhelmine
4.5. Leopold Ernst Eduard Ferdinand Wilhelm
4.6. Ernst Victor
4.7. Ludowika Magdalena Maria Amalie Wilhelmine (Louise)
5. Emil Joseph Ferdinand (1808–1875), königlich bayerischer Kammerjunker, Oberstleutnant ⚭ Amalie von Kiliani
6. Mathilde Maria Anna Karolina (1810–1814)
7. Amalie Maria Anna Karolina (1813–1853), Stiftsdame in Bamberg
8. Luise Amalie Maria Anna (1813–1813)
Nach dem Tod seiner ersten Frau heiratete er am 24. Juni 1817 in Passau die 18-jährige Amalie Justine von Hailbronner (1799–1862).